# Günter Schmid (Chemiker)
Günter Schmid (* 22. Januar 1937 in Villingen im Schwarzwald; † 4. August 2022) war ein deutscher Chemiker und Professor für Anorganische Chemie der Universität Duisburg-Essen.

## Leben
Schmid studierte an der Ludwig-Maximilians-Universität München Chemie, wo er 1965 mit einer Arbeit über Metall-Bor-Verbindungen bei Heinrich Nöth promoviert wurde. Er habilitierte sich 1969 an der Philipps-Universität Marburg, wo er zunächst 1970/1971 Akademischer Rat und ab 1971 Professor für Anorganische Chemie war; 1975/1976 war er dort Dekan des Fachbereichs Chemie. Im Jahre 1977 erhielt er einen Ruf an das Institut für Anorganische Chemie der Universität Essen, wo er im Jahr 2002 emeritiert wurde.
Schmid leistete grundlegende wissenschaftliche Arbeiten zur Chemie und Physik großer Metallcluster der Elemente Gold, Platin, Rhodium und Ruthenium. Er forschte auf dem Gebiet der Übergangsmetallkomplexe, insbesondere auch in der Fixierung kurzlebiger Moleküle durch Komplexbildung, und der Borchemie, verlegte später seine Forschungsschwerpunkte auf die Synthese großer durch Liganden stabilisierter Übergangsmetallcluster sowie die Untersuchung der Eigenschaften von Clustern und Kolloiden mit Anwendungen in der Nanoelektronik sowie in der Katalyse. Neben den elektronischen Eigenschaften von Edelmetallnanopartikeln widmete Schmid sich zuletzt den Wechselwirkungen von Goldnanopartikeln mit biologischen Systemen. Der Au55-Cluster erwies sich dabei als äußerst zelltoxisch und übertrifft die Toxizität von Cisplatin deutlich.

## Ehrungen und Auszeichnungen
- 2003: Wilhelm-Klemm-Preis der Gesellschaft Deutscher Chemiker[8]
- 2009: Mitglied der Bayerischen Akademie der Wissenschaften.[9]
- 2010: Fellow der European Academy of Sciences[10]

## Bücher
- Günter Schmid (Hrsg.): Nanoparticles: From Theory to Application. 2. Auflage. Wiley, Weinheim 2010, ISBN 978-3-527-32589-4 (englisch, 533 S.).

- Nanotechnology. In: Günter Schmid (Hrsg.): Ethics of Science and Technology Assessment. Band 27. Springer-Verlag, Berlin, Heidelberg 2006, ISBN 978-3-540-32819-3 (englisch, 496 S.).